# كريستيان أليمان
كريستيان أليمان هو لاعب كرة قدم إكوادوري في مركز الوسط، ولد في 5 فبراير 1996 في غواياكيل في الإكوادور. لعب مع نادي برشلونة.

## وصلات خارجية
- كريستيان أليمان على موقع قاعدة بيانات كرة القدم.إي يو (الإنجليزية)
- كريستيان أليمان على موقع Soccerway.com (الإنجليزية)
- كريستيان أليمان على موقع AS.com (الإسبانية)